# Cameraria hikosanensis
Cameraria hikosanensis är en fjärilsart som beskrevs av Tosio Kumata 1963. Cameraria hikosanensis ingår i släktet Cameraria och familjen styltmalar. Inga underarter finns listade i Catalogue of Life.